# Alexis De Veaux
Alexis De Veaux (às vezes Alexis DeVeaux) (Harlem, 24 de setembro de 1948) é uma escritora e ilustradora americana. Foi professora associada do Departamento de Estudos da Mulher da Universidade Estadual de Nova Iorque em Buffalo.

## Biografia
De Veaux nasceu no Harlem, filha de Richard Hill e Mae De Veaux. Ela obteve seu bacharelado pela Universidade Empire State da Universidade Estadual de Nova York (1976) e obteve o grau acadêmico de Mestre em Artes (1989) e Doutora em filosofia (1992) pela Universidade Estadual de Nova Iorque em Buffalo.
De 1979 a 1991, De Veaux escreveu para a revista Essence.
Em 3 de fevereiro de 1990, De Veaux foi a primeira jornalista norte-americana a entrevistar Nelson Mandela, libertado da prisão no dia seguinte. Ela se aposentou da Universidade de Buffalo no final do semestre de outono de 2012. De Veaux é lésbica.

## Prêmios
- 1972: O conto “Remember Him, an Outlaw” recebeu o Prêmio Nacional de Ficção Negra.[8]
- 1972: Primeiro prêmio da Black Creation por um conto.[3]
- 1973: Prêmio de melhor produção do Westchester Community College Drama Festival por Circles.[3]
- 1974: NA-NI recebeu o prêmio de Livros para Crianças do Museu de Artes do Brooklyn.[8]
- 1981: Don't Explain: A Song of Billie Holiday apareceu na lista dos melhores livros para jovens adultos da American Library Association.[3]
- 1981: Bolsista do Fundo Nacional Para as Artes.[3]
- 1982: Prêmio Unity in Media.[3]
- 1984: Prêmio Humanitário MADRE.[3]
- 1984: Prêmio Fannie Lou Hamer.[3]
- 1988: An Enchanted Hair Tale recebeu o Prêmio Coretta Scott King da Associação Americana de Bibliotecas.[9]
- 1991: An Enchanted Hair Tale recebeu o Prêmio Lorraine Hansberry de Excelência em Literatura Infantil.[8]
- 2005: Warrior Poet: A Biography of Audre Lorde recebeu o Prêmio Hurston/Wright Legacy de não ficção[10]
- 2015: Yabo recebeu o 27.º Prêmio Literário Lambda de Ficção Geral Lésbica.[11]

## Publicações
- Na-Ni. [S.l.]: Harper & Row. 1973
- Spirits in the Street. [S.l.]: Anchor Press. 1974
- Gap Tooth Girlfriends: An Anthology. [S.l.]: Gap Tooth Girlfriends Publications. 1981
- Blue Heat: A Portfolio of Poems & Drawings. [S.l.]: Diva Pub. Associates. 1985
- Don't Explain: A Song of Billie Holiday. [S.l.]: Writers & Readers Publishing, Incorporated. 1988. ISBN 978-0-393-01954-4
- This Far by Faith: A Writer's Autobiography. [S.l.]: State University of New York at Buffalo. 1989
- Yabo. [S.l.]: Redbone Press. 2014
- JesusDevil: The Parables. [S.l.]: AK Press. 2023